# Moviment dels Nacionalistes Àrabs
El Moviment dels Nacionalistes Àrabs (àrab: حركة القوميين العرب, Ḥarakat al-Qawmiyyīn al-ʿArab), també conegut com el Moviment Nacionalista Àrab o com els Harakiyyin, fou una organització panarabista que influí en gran part del món àrab i especialment en el moviment palestí.

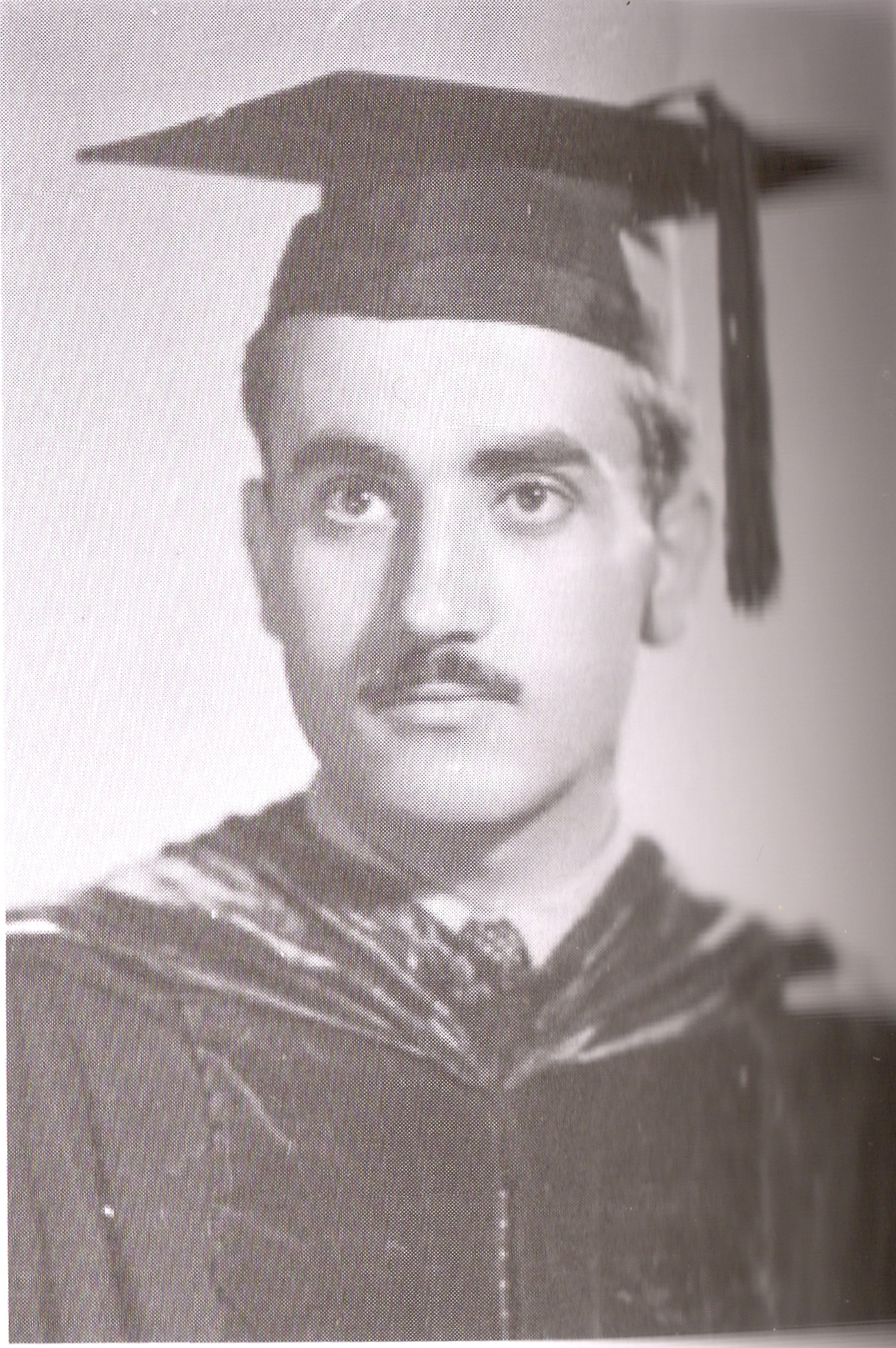
George Habash en 1951

## Orígens i expansió

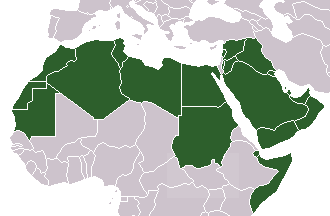
El món àrab

El Moviment dels Nacionalistes Àrabs tingué els seus orígens en un grup d'estudiants dirigit pel palestí George Habash a la Universitat Americana de Beirut que confluïren a finals dels anys 1940. A mitjans dels 1950 Habash i el seu grup s'uniren al grup de Constantin Zureiq, de qui s'inspiraren en la seva ideologia inicial: revolucionària i panarabista. Donava importància en la formació d'una elit intel·lectual conscienciada nacionalment que hauria de fer d'avantguarda en el despertar de la consciència àrab, portant a l'assoliment de la unitat àrab i el progrés social. Ideològicament, es definia partidari del socialisme i secularisme, si bé no era explícitament marxista. El seu enfocament nacionalista àrab suposava un enfrontament amb l'imperialisme occidental i sobretot amb el sionisme israelià, de manera que el moviment de seguida va prendre part activa per l'antisionisme.
El grup va crear branques o filials en diversos països àrabs, i va adoptar el nom de Moviment dels Nacionalistes Àrabs en 1958. Els seus membres seguiren camins a vegades diferents. Molts, sobretot a Síria, l'Iraq, i també en altres països, s'aproparen als moviments nasseristes (seguidors del pensament i la figura de Gamal Abdel Nasser). Altres faccions evolucionaren cap al marxisme, inclòs Habash, que va posar molt èmfasi en el socialisme, a més del nacionalisme àrab. Els diferents sistemes polítics i governs dels països àrabs, igualment, van fer difícil l'actuació comuna, i portaren a les branques locals del MNA, a adaptar-se a les diferents realitats locals.

## Dissolució i llegat
A finals dels anys seixanta del segle xx, el moviment va començar a dissoldre's, i va perdre la seva preponderància fins a desaparèixer cap a 1970. En part per la derrota d'Egipte en la Guerra dels sis dies, i el desencant amb el nasserisme. Entre els anys 1967 i 1969, la divisió de l'ANM es va consumar.
Les branques del llevant àrab evolucionaren cap a partits d'esquerres marxistes, especialment al voltant del moviment d'alliberament nacional palestí. La tendència propera a Habash va reagrupar part d'aquestes forces, formant el Partit d'Acció Socialista Àrab, com a nova estructura panarabista, si bé no tindria la rellevància i influència de l'MNA.
Però del tronc del MNA van sorgir una gran part dels partits i els moviments de l'esquerra política àrab, alguns dels quals, com els que actuaren en el moviment per l'alliberament de Palestina o a Iemen del Sud, foren molt importants en els seus països d'origen.

### Síria
En 1962, la branca del moviment a Síria, fins aleshores un petit grup d'intel·lectuals, molts d'ells d'origen palestí, reaccionaren al trencament de la República Àrab Unida (que fou creada en 1958 per Egipte i Síria), establint un moviment de masses que reclamava la immediata reunificació amb Egipte. Molt aviat arribaren a ser diversos milers de militants, i la direcció va participar en el primer govern dirigit pel Baas, que va ser establert després del cop del 8 de març de 1963, però com a independents. El Baas i els militars, poc després del cop començaren a purgar els nasseristes del poder, amb dimissions, trasllats i arrestos durant la primavera de 1963; el MNA era vist com una de les amenaces més perilloses, per la seva força numèrica i pel seu atractiu ideològic per a la mateixa base del Baas. Les tensions entre el MNA i el Baas acabaren amb l'intent de cop dirigit per Jasim Alwan que va fracassar, en el mes de juliol de 1963, i després del qual el MNA i el nasserisme patiren un fort desgast a Síria. El MNA s'integrà després a la Unió Socialista Àrab, però els partidaris de les diferents faccions més tard es dividiren i formaren els mateixos partits sirians durant els anys 60 i 70.

### Iraq
Poc després de la caiguda del govern d'Abdul Karim Qassim en 1963, la branca iraquiana del Baas va establir un govern que va esdevenir aviat un caos, i que fou substituït per una coalició panarabista més àmplia, amb Abd al-Salam Arif com a president. El MNA va tornar a tenir un paper important en la política iraquiana, al costat dels sectors nasseristes del govern d'Arif, tot i que aquests van perdre influència, i van abandonar el govern en 1964, el MNA va seguir col·laborant-hi, i va intentar un alçament en setembre. Finalment el MNA iraquià es va integrar en la Unió Socialista Àrab iraquiana.

### Egipte
A Egipte el MNA també es va unir amb la branca egípcia de la Unió Socialista Àrab de Nasser, però fou més tard arraconada, i desactivada després d'una purga interna.

### Palestina
FPAP
Els sectors marxistes del MNA van reconstruir la seva branca a palestina a mitjans dels anys 60, com a Front Nacional per l'Alliberament de Palestina. En desembre de 1967 el FNAP es va unir amb dues noves faccions, els "herois del retorn" (abtal al-awda) i el Front d'Alliberament de Palestina (FAP), dirigit per Ahmed Jibril. D'aquesta unió en va sortir el Front Popular per l'Alliberament de Palestina, que fou dirigit per George Habash.
FDAP
A començaments de 1968, un sector suposadament maoista, dirigit per Nayef Hawatmeh es va escindir de l'FPAP per formar el Front Democràtic per a l'Alliberament de Palestina (FDAP). Més tard alguns altres grups sorgiren de l'FPAP o el FDAP, en el marc de les dissensions i dinàmiques pròpies del moviment d'alliberament nacional palestí, com el Front Popular per a l'Alliberament de Palestina Comandament General, el FAP o la Unió Democràtica Palestina. Molts d'aquests grups formaren l'oposició d'esquerres a Fatah i Arafat dins l'OAP, sobretot a partir del suport d'aquests a les monarquies petroleres i als règims àrabs que consideraven corruptes i titelles d'occident. La majoria formaven part del que ha estat anomenat "el front del rebuig", una facció radical que en 1974 va rebutjar la solució del conflicte mitjançant la creació de dos estats, una opció que tanmateix deixava de banda els territoris palestins ocupats en 1948. Aquest front havia format part de l'OAP.
Actualitat
Tot i que tant el FPAP i el FDAP segueixen actius, i que han participat en la Intifada d'Al-Aqsa contra el règim sionista i l'ocupació, el seu suport polític s'ha vist reduït davant l'auge de l'islamisme polític, sobretot en els territoris palestins ocupats, i no tant entre els refugiats. En part a causa de la davallada global de l'esquerra àrab, però sobretot per la pinça entre l'oposició islamista de Hamas per una banda, i el fort suport financer i polític occidental a Fatah.

### Líban
En el Líban, la facció propera a Hawatmeh es va constituir en l'Organització dels Socialistes Libanesos en 1968, i més tard es va unir al Líban Socialista per crear l'Organització d'Acció Comunista, que va estar activa durant la Guerra Civil Libanesa i va participar en la resistència (comandada per Hesbol·là) contra l'ocupació israeliana del sud del Líban (1982-2000). La facció propera a George Habash va formar el Partit d'Acció Socialista Àrab del Líban.

### Oman
En 1964 la branca del MNA a Oman, va participar en la formació del Front d'Alliberament Nacional de Dhofar (Dhofar Liberation Front-DLF). Tot el MNA va donar suport a la lluita de Dhofar, que va enfrontar a l'Iran, la Gran Bretanya, i el règim local, amb els revolucionaris en la revolta de Dhofar. Més tard es van unir al Front del Poble per l'Alliberament del Golf Àrab Ocupat (Peoples Front for the Liberation of the Occupied Arab Gulf- PFLOAG), més tard Front Popular per a l'Alliberament d'Oman (Front for the Liberation of Oman-PFLO).

### Bahrein
Els militants del MNA a Bahrain es van unir també al principi al PFLOAG. En 1974 el grup de Bahrain va esdevenir el Front Popular d'Alliberament de Bahrain. Que més tard donaria lloc al Wa'ad, un important partit de l'oposició secular, democràtica i progressista del país.

### Iemen
A Iemen del Sud, la branca del MNA fou decisiva en la formació del Front d'Alliberament Nacional, que més tard esdevindria el Partit Socialista del Ièmen (YSP), el partit governant de la República Democràtica del Poble del Iemen. A Iemen del Nord, els membres del MNA van marxar de l'organització mare en juny de 1968, i van crear el Partit Revolucionari Democràtic del Iemen, que més tard s'uniria al YSP. Després de la reunificació dels dos Ièmens en 1990, el YSP és avui el principal partit de l'oposició a la República del Iemen.

### Kuwait
A Kuwait la branca del Moviment dels Nacionalistes Àrabs es va constituir com els Demòcrates Progressistes, un partit polític encara existent.

### Aràbia Saudita
La branca saudita va donar lloc al Partit Comunista de l'Aràbia Saudita i al Partit d'Acció Socialista Àrab de la Península Aràb, tots dos grups van patir una dura repressió, a partir de 1982, per part del règim saudita, i finalment els dos partits es van dissoldre, en els anys noranta del segle xx, a canvi d'una amnistia pels seus membres.

## Personalitats sorgides del moviment
- George Habash: Un dels fundadors del MNA, i després del FPAP.
- Constantin Zureiq: Un dels fundadors del MNA.
- Wadie Haddad: Destacat membre de l'FPAP.
- Rafiq Hariri: Polític libanès.
- Nayef Hawatmeh: Fundador del FDAP.
- Abou Ali Mustafa: Històric dirigent de l'FPAP.
- Leila Khaled: Destacada membre palestina de l'FPAP i del Consell Nacional Palestí.
- Nabih Berri: Dirigent del partit libanès Amal.
- Ghassan Kanafani: Escriptor, intel·lectual i militant palestí.
- Abdul Fattah Ismail: Home d'estat iemenita.
- Naji al-Ali: Caricaturista palestí.
- Yasser Abd Rabbo: Polític palestí.